# Michael Holt
Michael Holt (Nottingham, 7 de agosto de 1978) es un jugador de snooker inglés.

## Biografía
Nació en la ciudad inglesa de Nottingham en 1978. Es jugador profesional de snooker desde 1996. Se ha proclamado campeón de un único torneo de ranking, el Snooker Shoot Out de 2020, en cuya final derrotó a Zhou Yuelong. Antes de ese triunfo, ya había caído en la final del Masters de Riga de 2016 (2-5 ante Neil Robertson) y en la del Snooker Shoot Out de 2019, frente a Thepchaiya Un-Nooh. No ha logrado, sin embargo, hilar ninguna tacada máxima, y la más alta de su carrera está en 144.